# Уюк (приток Большого Енисея)
Ую́к — река в России, протекающая по территории Тывы, правый приток Большого Енисея.
Длина реки — 143 км, площадь водосборного бассейна — 3000 км².
Долина реки, известная как Турано-Уюкская котловина, является памятником природо-археологического ландшафта, где в Пий-Хемского районе находятся памятники уюкской культуры Аржан.